# Golf op de Olympische Zomerspelen
Golf is een van de sporten die op de Olympische Zomerspelen worden beoefend.
De sport stond voor het eerst in 1900 op het programma van de Olympische Spelen met een onderdeel voor mannen en vrouwen individueel. In 1904 werd de sport alleen door mannen beoefend in een individueel en team onderdeel.
Sinds de jaren tachtig van de 20e eeuw werden er verschillende malen pogingen ondernomen om golf weer op de olympische agenda te zetten. In 2009 besloot het IOC om de sport weer toe te laten. Op de Spelen van 2016 keerde de sport na een afwezigheid van 112 jaar terug met voor zowel de mannen als vrouwen een individueeltoernooi op het programma.

## Onderdelen
| Onderdeel           | 1900 | 1904 | 1908-2012 | 2016 | 2020 | 2024 | Totaal |
| ------------------- | ---- | ---- | --------- | ---- | ---- | ---- | ------ |
| Mannen individueel  | •    | •    |           | •    | •    | •    | 5      |
| Mannen team         |      | •    |           |      |      |      | 1      |
|                     |      |      |           |      |      |      |        |
| Vrouwen individueel | •    |      |           | •    | •    | •    | 4      |
|                     |      |      |           |      |      |      |        |
| Totaal              | 2    | 2    |           | 2    | 2    | 2    | 10     |

## Medailles
De Nieuw-Zeelandse Lydia Ko is de 'succesvolste medaillewinnaar' in het golf, zij won eenmaal goud, zilver en brons.
|                              | Olympiër       | Jaren     | Medailles             | Onderdeel              |
| ---------------------------- | -------------- | --------- | --------------------- | ---------------------- |
| 01                           | Lydia Ko       | 2016-2024 | Zilver · Brons · Goud | (v) individueel        |
| 02                           | Henry Egan     | 1904      | Zilver · Goud         | (m) individueel / team |
| meervoudige medaillewinnaars |                |           |                       |                        |
|                              | Burt McKinnie  | 1904      | Brons · Zilver        | (m) individueel / team |
|                              | Francis Newton | 1904      | Brons · Zilver        | (m) individueel / team |

### Medaillespiegel
N.B. Medaillespiegel is bijgewerkt tot en met de Olympische Spelen van 2024.
| Plaats | Land             | NOC    | Goud | Zilver | Brons | Totaal |
| ------ | ---------------- | ------ | ---- | ------ | ----- | ------ |
| 1      | Verenigde Staten | USA    | 6    | 3      | 5     | 14     |
| 2      | Groot-Brittannië | GBR    | 1    | 2      | 1     | 4      |
| 3      | Nieuw-Zeeland    | NZL    | 1    | 1      | 1     | 3      |
| 4      | Canada           | CAN    | 1    | 0      | 0     | 1      |
| 4      | Zuid-Korea       | KOR    | 1    | 0      | 0     | 1      |
| 4      | Japan            | JPN    | 0    | 1      | 1     | 2      |
| 7      | Duitsland        | GER    | 0    | 1      | 0     | 1      |
| 7      | Slowakije        | SVK    | 0    | 1      | 0     | 1      |
| 7      | Zweden           | SWE    | 0    | 1      | 0     | 1      |
| 10     | China            | CHN    | 0    | 0      | 2     | 2      |
| 11     | Chinees Taipei   | TPE    | 0    | 0      | 1     | 1      |
| Totaal | Totaal           | Totaal | 10   | 10     | 11    | 31     |

Parijs 1900 · 
St. Louis 1904 · 
Rio de Janeiro 2016 · 
Tokio 2020 · 
Parijs 2024 · 
Los Angeles 2028 
Olympische medaillewinnaars
Olympische Zomerspelen
Olympische Winterspelen
Gerelateerd
Olympische Jeugdspelen · Paralympische Spelen · Deaflympische Spelen · Special Olympic World Games
IOC · COA · BOIC · NOC*NSF · NAOC · SOC